# Beilschmiedia acutifolia
Beilschmiedia acutifolia är en lagerväxtart som beskrevs av Teschn.. Beilschmiedia acutifolia ingår i släktet Beilschmiedia och familjen lagerväxter. Inga underarter finns listade i Catalogue of Life.